# Malpaso Productions
La Malpaso Productions è la società di produzione di Clint Eastwood. È stata fondata nel 1967 dal consulente finanziario di Eastwood Irving Leonard per il film Impiccalo più in alto, utilizzando i profitti della Trilogia del Dollaro. Leonard è stato presidente della compagnia Malpaso fino alla sua morte, avvenuta il 13 dicembre 1969.

## Origini del nome
Il nome deriva da Malpaso Creek (spagnolo per "passo cattivo", o "passo falso"), situato a sud di Carmel-by-the-Sea, in California. Eastwood aveva ricevuto un addestramento di base nell'esercito statunitense presso il vicino Fort Ord, dove rimase come bagnino fino al congedo nel 1953. Il 24 dicembre 1967, acquistò cinque appezzamenti per un totale di 283 acri (115 ha) di terra lungo Malpaso Creek da Charles Sawyer. In seguito aggiunse più terra fino a possedere 650 acri (260 ha). La terra confinava con la riva sud del torrente Malpaso dal lato orientale della Highway 1 fino alla dorsale costiera. Lo vendette alla Contea di Monterey nel 1995 per $3,08 milioni. Vicino alla costa un sentiero e più tardi una strada correva da Carmel a Big Sur durante il 1800. Il torrente ha pendenze laterali molto ripide e c'era solo una traversata (un guado a soli 3 metri sul livello del mare) fino a quando il Malpaso Creek Bridge fu costruito nel 1935 come parte della Highway 1.

## Fondazione
Quando Eastwood accettò di assumere il ruolo dell'uomo senza nome in Per un pugno di dollari nel 1964, il suo agente gli disse che sarebbe stato un "passo falso" per la sua carriera. La Trilogia del dollaro ebbe un successo sorprendente. Dopo le riprese di Dove osano le aquile nel 1968 e del musical La ballata della città senza nome, Eastwood si irritò per i soldi che considerava sprecati durante queste grandi produzioni. Voleva un controllo più creativo sui suoi film e decise di formare la sua compagnia di produzione. Pensava che la scelta di "Malpaso" fosse una scelta appropriatamente ironica.
Irving Leonard, suo consulente finanziario, organizzò la compagnia per Eastwood in seguito al successo e all'utilizzo dei guadagni della Trilogia del Dollaro. Il primo film che produssero fu Impiccalo più in alto del 1968. Leonard è stato presidente della Malpaso Company e produttore associato dei film di Eastwood da Impiccalo più in alto fino alla sua morte nel 1969.
Eastwood è noto per gli orari di ripresa molto stretti, finendo i suoi film nei tempi e nei budget, o anche prima e sotto budget, in genere in molto meno tempo rispetto alla maggior parte delle compagnie di produzione.

## Filmografia

### The Malpaso Company
- Impiccalo più in alto (1968)
- L'uomo dalla cravatta di cuoio (1968)
- La ballata della città senza nome (1969, con Alan Jay Lerner Productions)
- Gli avvoltoi hanno fame (1970)
- La notte brava del soldato Jonathan (1971)
- Brivido nella notte (1971)
- Ispettore Callaghan: il caso Scorpio è tuo! (1971)
- Joe Kidd (1972)
- Lo straniero senza nome (1973)
- Breezy (1973)
- Una 44 Magnum per l'ispettore Callaghan (1973)
- Una calibro 20 per lo specialista (1974)
- Assassinio sull'Eiger (1975)
- Il texano dagli occhi di ghiaccio (1976)
- Cielo di piombo, ispettore Callaghan (1976)
- L'uomo nel mirino (1977)
- Filo da torcere (1978)
- Fuga da Alcatraz (1979)
- Fai come ti pare (1980)
- Firefox - Volpe di fuoco (1982)
- Honkytonk Man (1982)
- Coraggio... fatti ammazzare (1983)
- Corda tesa (1984)
- Per piacere... non salvarmi più la vita (1984)
- Il cavaliere pallido (1985)
- Gunny (1986)
- Ratboy (1986)
- Bird (1988)

### Malpaso Productions
- The Dead Pool (1988)
- Pink Cadillac (1989)
- Cacciatore bianco, cuore nero (1990)
- La recluta (1990)
- Gli spietati (1992)
- Un mondo perfetto (1993)
- I ponti di Madison County (1995 con Amblin Entertainment)
- The Stars Fell on Henrietta (1995)
- Potere assoluto (1997)
- Mezzanotte nel giardino del bene e del male (1997)
- Fino a prova contraria (1999, con The Zanuck Company)
- Space Cowboys (2000, con Warner Bros. Pictures e Village Roadshow Pictures)
- Debito di sangue (2002)
- Mystic River (2003, con Warner Bros. Pictures e Village Roadshow Pictures)
- Million Dollar Baby (2004, con Warner Bros. Pictures e Lakeshore Entertainment)
- Flags of Our Fathers (2006, con Warner Bros. Pictures, DreamWorks Pictures e Amblin Entertainment)
- Lettere da Iwo Jima (2006, con Warner Bros. Pictures, DreamWorks Pictures e Amblin Entertainment)
- Rails & Ties (2007)
- Changeling (2008, con Universal Pictures, Relativity Media e Imagine Entertainment)
- Gran Torino (2008, con Warner Bros. Pictures e Village Roadshow Pictures)
- Invictus - L'invincibile (2009, con Warner Bros. Pictures e Spyglass Entertainment)
- Hereafter (2010, con Warner Bros. Pictures, Amblin Entertainment e The Kennedy/Marshall Company)
- J. Edgar (2011, con Warner Bros. Pictures, Imagine Entertainment e Wintergreen Productions)
- Di nuovo in gioco (2012)
- Jersey Boys (2014, con Warner Bros. Pictures, GK Films e RatPac Entertainment)
- American Sniper (2014, con Warner Bros. Pictures, Village Roadshow Pictures e RatPac Entertainment)
- Sully (2016, con Warner Bros. Pictures, Village Roadshow Pictures, RatPac Entertainment, BBC Films, FilmNation Entertainment e The Kennedy/Marshall Company)
- Ore 15:17 - Attacco al treno (2018, con Warner Bros. Pictures e Village Roadshow Pictures)
- Il corriere - The Mule (2018, con Warner Bros. Pictures, Imperative Entertainment e Bron Creative)
- Richard Jewell (2019, con Appian Way Productions, Misher Films, 75 Year Plan Productions)
- Cry Macho - Ritorno a casa (Cry Macho), regia di Clint Eastwood (2021)
- Giurato numero 2 (Juror #2), regia di Clint Eastwood (2024)